# 御堀堂
有限会社御堀堂（みほりどう）は、山口県山口市にある、ういろう（外郎）の製造・販売を手がける企業（和菓子店）。

## 概要・歴史
1927年（昭和2年）創業。創業者の田中順助は、当時、現在の山口市大内御堀にあった外郎の老舗・福田屋において修業し、その製造法を伝授された。社長（3代目）の田中米吉は現代彫刻家としての顔も持つ。 現社長(4代目)は 田中真樹となっている。
福田屋は、守護大名大内氏がその全盛期を迎えた室町時代に創業。京都より外郎餅の製造法を持ち帰り、山口外郎を創始したという説もあるが、創業時期など詳しい史実は不明である。福田屋は、太平洋戦争での混乱で後継者がいなくなり、1946年に廃業した。これにより、その約20年前に暖簾分けされた御堀堂が、山口外郎の製法を継承することとなった。
それ以降、御堀堂では、代々謹製の維持と品質の向上に努め、その結果「御堀堂の外郎」は、1973年に鹿児島市で開かれた第18回全国菓子大博覧会において最高賞の名誉総裁賞を受賞。山口県を代表する銘菓の地位を不動のものとした。
また、2018年5月3日放送、日本テレビ系列「秘密のケンミンSHOW」では、山口県の隠れた銘菓として外郎が紹介された。
御堀堂の外郎は、室町時代より製法を受け継がれた白砂糖入りの白外郎、2代目が考案した小豆と黒砂糖を使用した黒外郎、3代目考案の抹茶を使用した抹茶外郎の各種類と季節商品の雛と端午の外郎がある。
御堀堂の本店は、JR山口線山口駅より徒歩3分ほどのところにある。他、市内の湯田温泉、瑠璃光寺前、新山口駅名店街、宇部空港、また周南市にも直営店がある。